# Elisa Di Eusanio
Elisa Di Eusanio (née à Teramo le 12 août 1980) est une actrice italienne.

## Biographie
Elisa Di Eusanio est née le 12 août 1980 à Teramo. Elle fait ses études au lycée Melchiorre Delfico à Teramo où en 1998, elle fréquente l’école de théâtre Spazio Tre, dirigée par Silvio Araclio, puis déménage à Rome, admise à l'Académie nationale d'art dramatique, obtenant son diplôme d'actrice en 2002. La même année, elle remporte à Syracuse le prix Salvo Randone récompensant la meilleure actrice de théâtre émergente . Elle rejoint la compagnie théâtrale de Carlo Giuffré et joue pendant deux saisons le rôle de Gemma dans la pièce Miseria e nobiltà. Les débuts au cinéma ont lieu en 2007 avec Come tu mi vuoi, où la réalisateur Volfango De Biasi (it) la sélectionne pour le rôle de Sara. En 2017, elle est retenue par Carlo Verdone pour son film Benedetta follia.

## Filmographie
- 2006 : Rai Futura (TV Mini-Séries)
- 2007 :  Come tu mi vuoi[4].
- 2009 : Tutta la verità (TV Movie)
- 2010 :  Tutti per Bruno (TV Séries) (Rita Troilo)
- 2011 : Il commissario Manara (TV Séries) (Chiara)
- 2011 : Cenerentola (TV Mini-Séries) (Lucia)
- 2012 : Il volto di un'altra
- 2012 : Good as You (Mara) (nomination au Ruban d'argent de la meilleure actrice dans un second rôle)
- 2013 : La mossa del pinguino de Claudio Amendola (Ale)
- 2014 : La buca de Daniele Ciprì (Secrétaire)
- 2015 : Fuoriclasse (TV Séries)
- 2017 : Innamorati di me (Alessandra)
- 2017 : La mia famiglia a soqquadro
- 2018 : Benedetta follia de Carlo Verdone (Letizia)
- 2018 : Non è vero ma ci credo (Cristina)[5]
- 2018 : Nessuno come noi[6].
- 2019 : Va bene così de Francesco Marioni (Lucia)
- 2020 : Doc, série